# Damokratész (orvos)
Damokratész (1. század) görög orvos
Rómában élt és működött, az empirikus iskolához tartozott. Galénosz igen dicséri, idősebb Plinius, aki Servilius Democrates néven említi, elmondja róla, hogy a consuli hivatalt viselt Servilius leányát hosszas, sorvasztó betegségéből tejkúrával, mégpedig olyan kecske tejével gyógyította ki, amelyet mastixfa (Pistacia lentiscus) leveleivel etetett. Műveiből, amelyeket jambikus trimeterekben írt, s amelyek főként gyógyszer- és méregtani tartalmúak, több töredék fennmaradt.